# Guadalupe Dueñas
Guadalupe Dueñas (Guadalajara, 19 de outubro de 1920—Cidade do México, 13 de janeiro de 2002) foi uma escritora e roteirista mexicana, conhecida por suas obras adaptadas para o cinema e a televisão, tais como Maximiliano y Carlota, Las momias de Guanajuato e Leyendas de México.
Em 1954, seus contos Las ratas, El correo, Los piojos e Mi chimpacé começaram a ser publicados pela revista Ábside. Desde então, se tornou conhecida e começou a trabalhar em periódicos de lançamento diário, tais como México en la cultura, de Fernando Benítez.
Logo, em 1957, o editorial Fondo de Cultura Económica a contratou e publicou seu primeiro livro Tiene la noche un árbol. Este conseguiu um grande êxito de vendas e premiações, com isso, Guadalupe Dueñas ¡está de moda...!: ficciones, invenciones, colaboraciones y versiones, No moriré del todo e Imaginaciones foram lançados com o patrocínio do editorial Joaquín Mortiz e o apoio de Vicente Leñero.